# Gaetano Manfredi

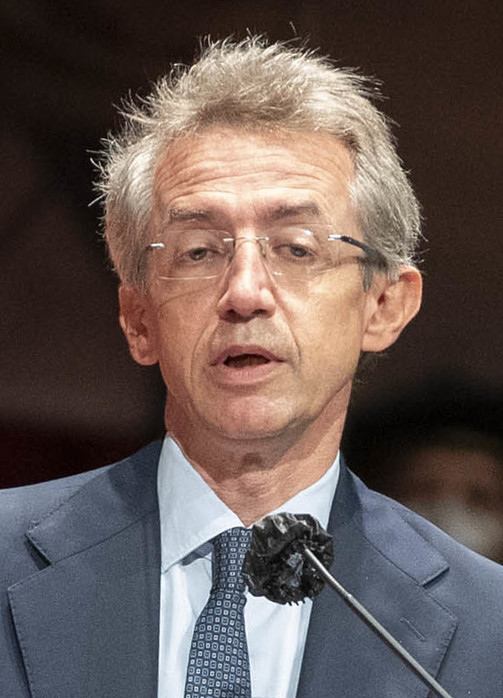
Gaetano Manfredi (2020)

Gaetano Manfredi (geboren 4. Januar 1964 in Ottaviano) ist ein italienischer Bauingenieur, Hochschullehrer und Bürgermeister von Neapel. Der parteilose Manfredi war vom 10. Januar 2020 bis zum 13. Februar 2021 Minister für Universitäten und Forschung im Kabinett Conte II. 

## Laufbahn
Nach dem Besuch des humanistischen Gymnasiums, als Kind wollte er eigentlich Journalist werden, schrieb sich Gaetano Manfredi an der Universität Neapel Federico II an der Fakultät für Ingenieurwissenschaften ein. 1988 schloss er sein Studium mit Bestnote ab. Anschließend absolvierte er ein Doktoratsstudium (dottore di ricerca) im Bereich konstruktiver Ingenieurbau. Nach Lehrtätigkeit an der Universität Neapel erhielt er 2000 seinen eigenen Lehrstuhl für Ingenieurwissenschaften.
Von 2010 bis 2014 war er stellvertretender Rektor und von 2014 bis Januar 2020 Rektor der Universität Neapel Federico II. Von 2015 bis 2020 stand er außerdem als Präsident der Rektorenkonferenz der italienischen Hochschulen vor. Gaetano Manfredi beschäftigt sich insbesondere im Bereich Erdbebensicheres Bauen und innovative Bau- und Werkstofftechniken. Er veröffentlichte mehrere Bücher und mehrere hundert Artikel in wissenschaftlichen Fachzeitschriften.
Als Präsident der Rektorenkonferenz äußerte er sich im Herbst 2019 kritisch zu den Haushaltsplänen der Regierung Conte II im Bereich Forschung und Hochschulen. Nach dem Rücktritt Lorenzo Fioramontis als Minister für Unterricht, Universitäten und Forschung, der ebenfalls Kritik an den seinem Ministerium bestimmten Etat geäußert hatte, wurde Gaetano Manfredi zum Minister für Universitäten und Forschung berufen und am 10. Januar 2020 vereidigt. Dem seit dem 13. Februar 2021 amtierenden Kabinett Draghi gehört er nicht mehr an. 
Gaetano Manfredi ist unter anderem Mitglied des Earthquake Engineering Research Institute, der American Society of Civil Engineers, des American Concrete Institute und der Internationalen Organisation für Normung. Er arbeitete in zahlreichen nationalen und internationalen Gremien, Arbeitsgruppen und Komitees, wie dem Europäischen Komitee für Normung oder dem Consiglio Nazionale delle Ricerche. Von 2006 bis 2008 war er beratend für das Staatsministerium für Reformen und Innovation in der öffentlichen Verwaltung unter der zweiten Regierung Prodi tätig.
Im Oktober 2021 erhielt Manfredi mit fast 63 Prozent eine absolute Mehrheit der Stimmen bei den Kommunalwahlen in Neapel und wurde so im ersten Wahlgang zum Bürgermeister gewählt.